# フランス・ハイス
フランス・ハイス（Frans Huys、1522年頃 - 1562年）は、フランドルの版画家である。アントウェルペンで働き、ピーテル・ブリューゲルの原画をもとにした版画作品などを制作した。日本での姓の音訳は「ユイス」、「フイス」などもある。

## 略歴
アントウェルペンで生まれた。1546年からアントウェルペンの聖ルカ組合の会員であった。アントウェルペンの出版業者、ヒエロニムス・コックや画家のハンス・リーフリンク(Hans Liefrinck I)、バルトロメウス・デ・モンペル(Bartholomeus de Momper)の工房で働いた。1543年4月にハンス・リーフリンクの娘と結婚した。

1555年の日付のある作品が残されている作品て最も古い。1551年からしばらくアントウェルペンで活動したイタリアの版画家、ジョルジョ・ギージとおそらく共に働き、イタリア流のエッチングのスタイルから影響を受けた
。同時代の画家の複製版画を主に制作した。
ピーテル・ブリューゲル(1525/1530-1569)の『ナポリ湾の海戦』などの作品やコルネリス・マサイス(Cornelis Massijs: 1508-c.1556)の風俗画などの複製版画や当時のアントウェルペンの有力者の肖像版画を制作した。

## 作品

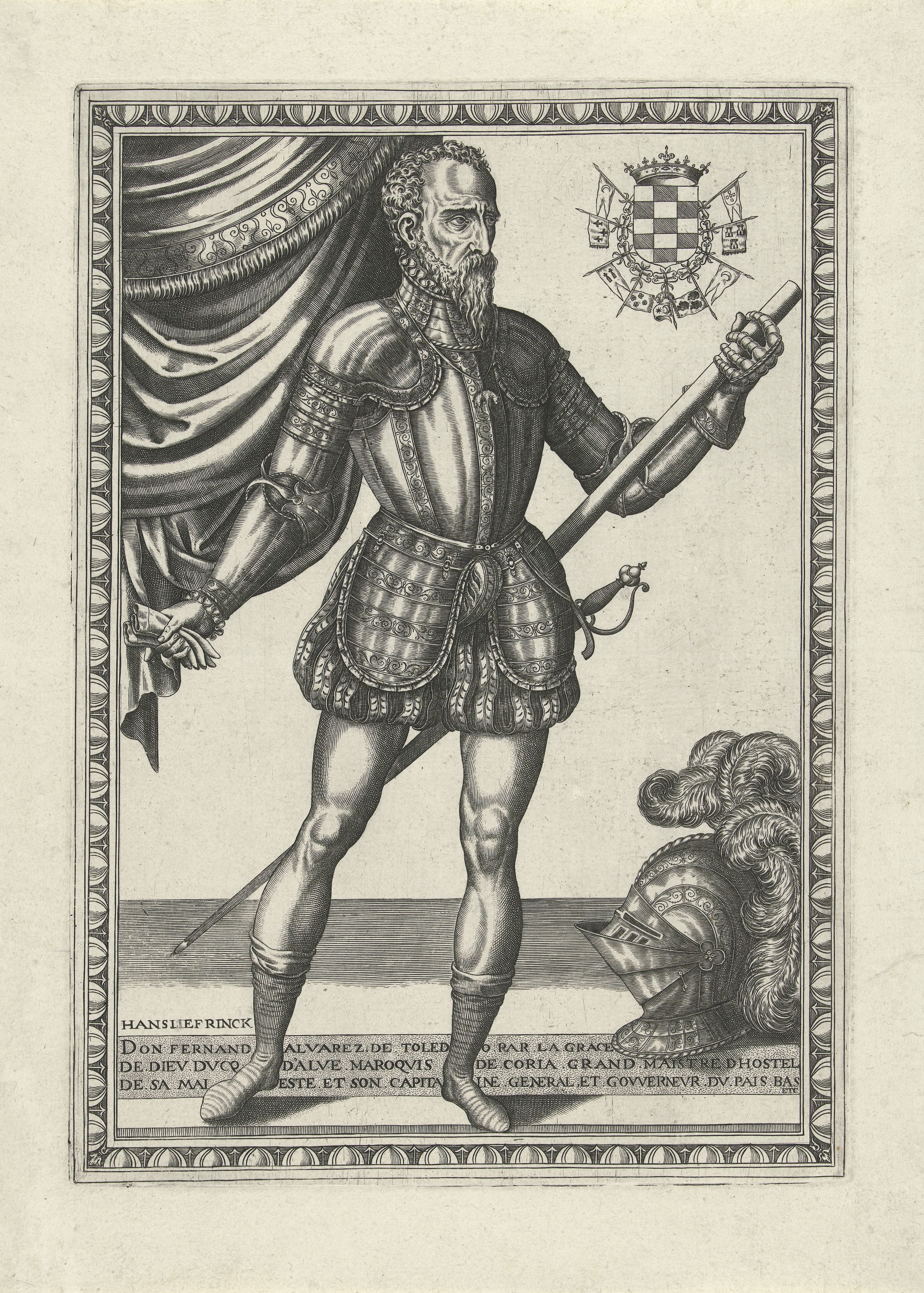
フェルナンド・アルバレス・デ・トレド（第3代アルバ公）
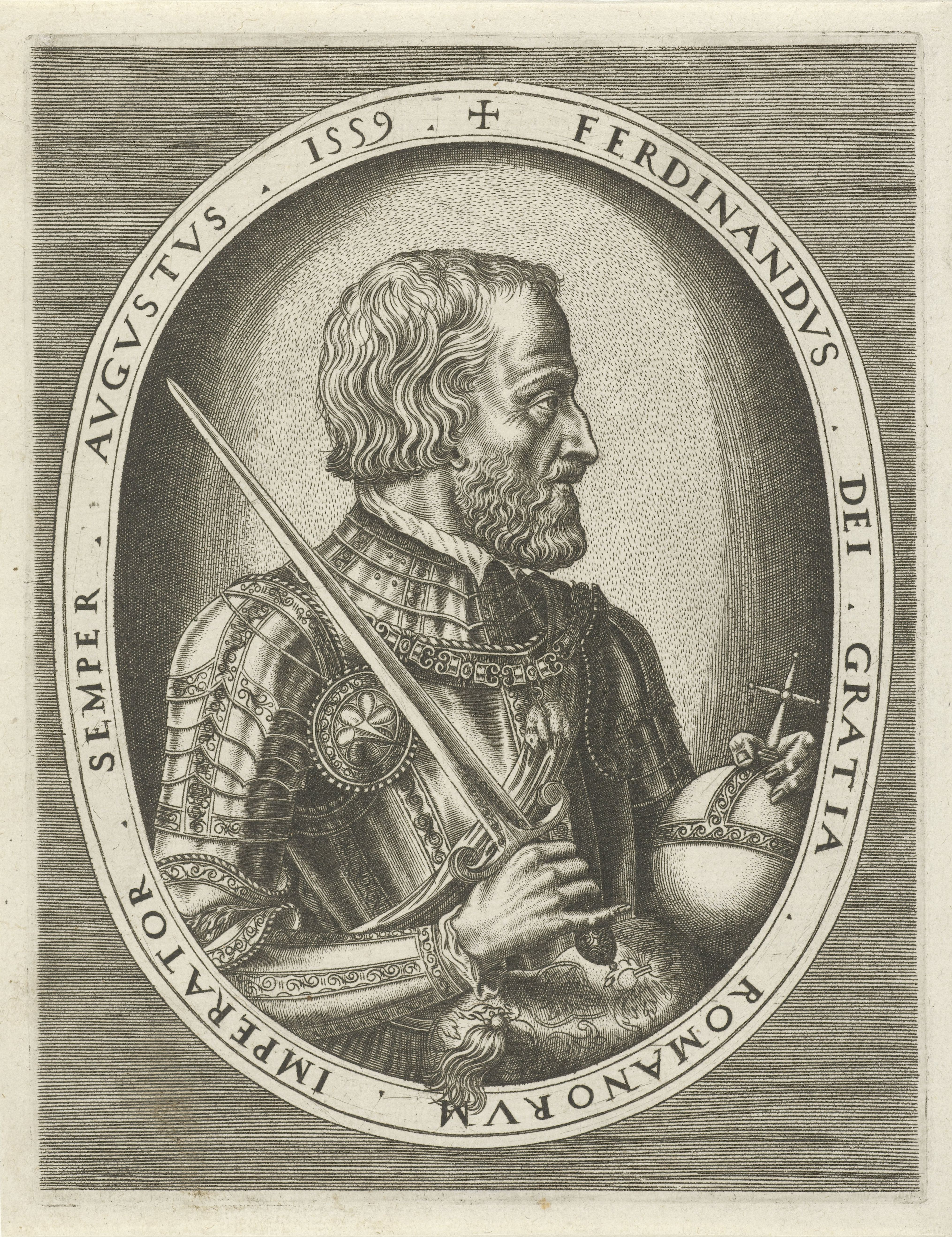
フェルディナント1世 (神聖ローマ皇帝)
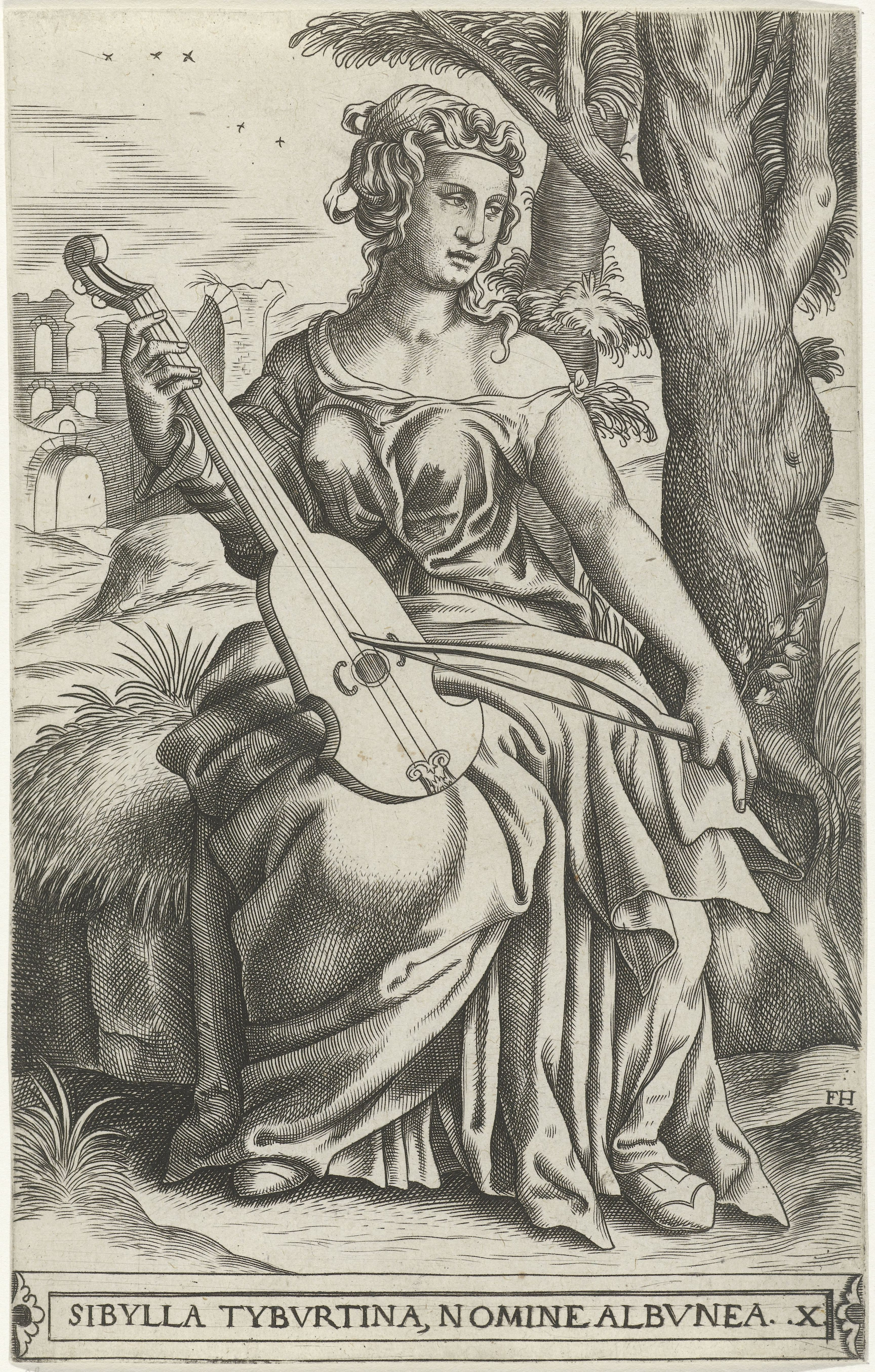
ティブルのシビュラ

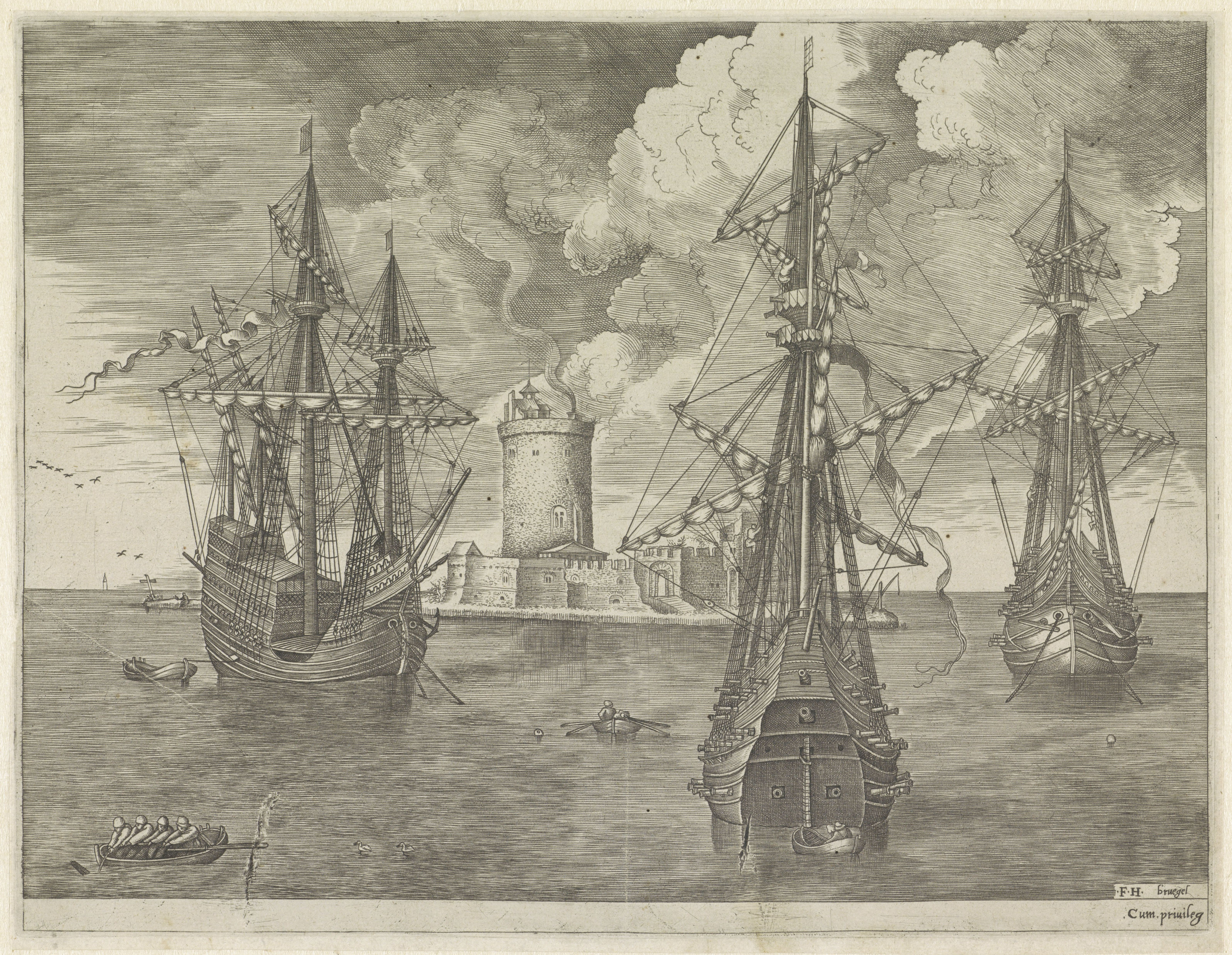
停泊する3隻の軍艦、ピーテル・ブリューゲルの原画によるフランス・ハイスの版画
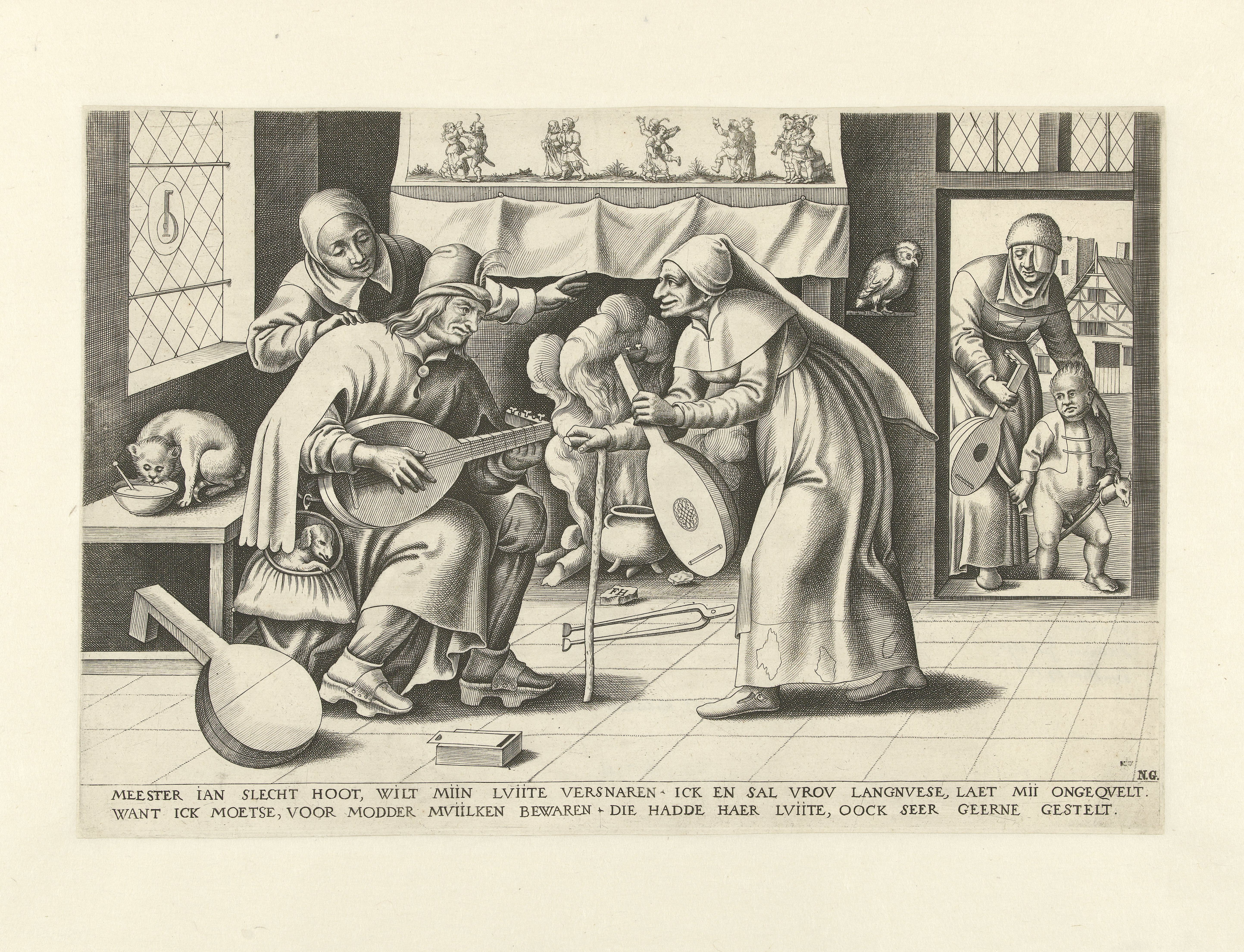
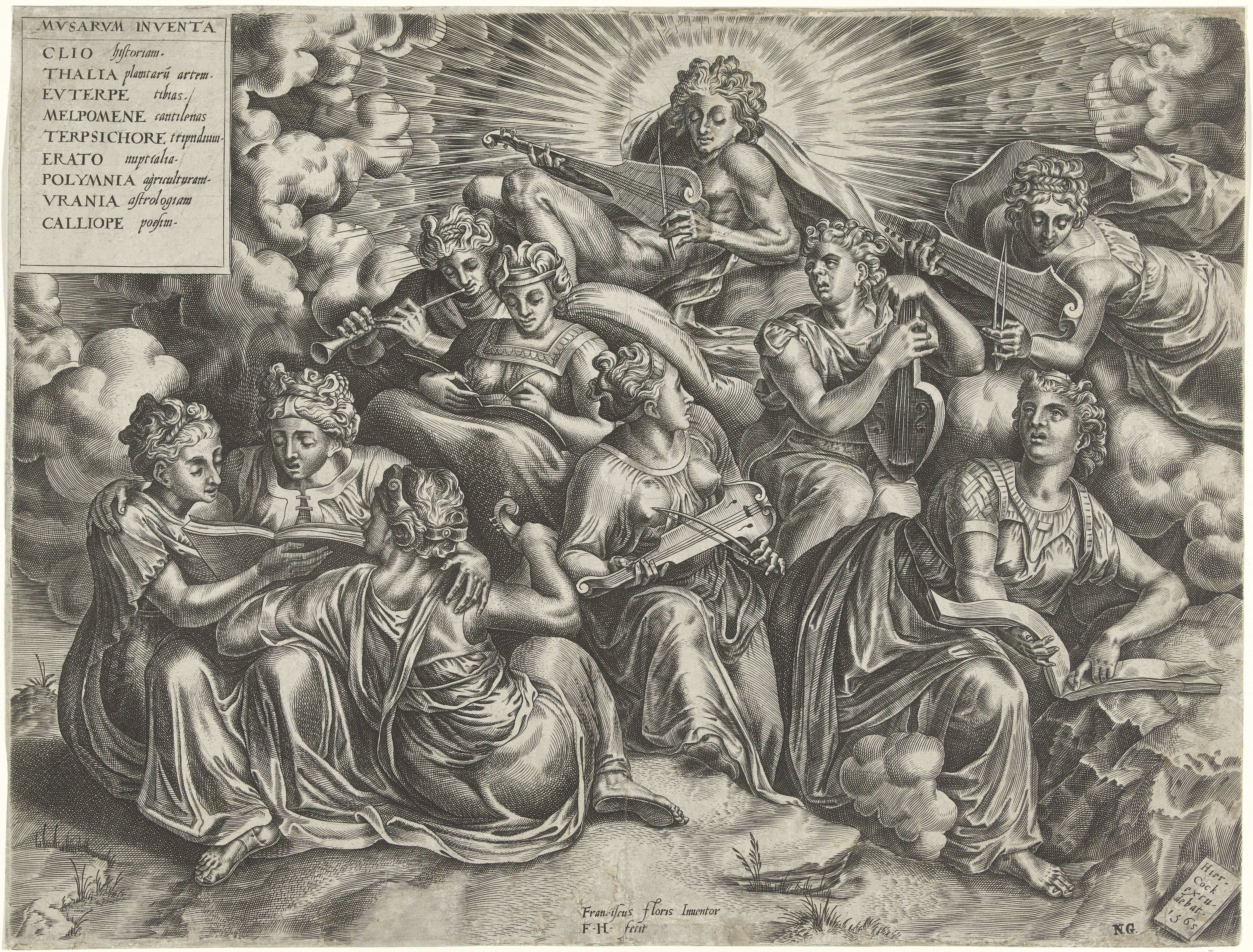